# Oligia bruneonigra
Oligia bruneonigra là một loài bướm đêm trong họ Noctuidae.